# Leyenda de la princesa Dilaram
|       |       |       |    |    |       |       |       |    |  |
|       | a8    | b8 rd | c8 | d8 | e8    | f8    | g8 kd | h8 |  |
| a7    | b7    | c7    | d7 | e7 | f7    | g7    | h7    |    |  |
| a6    | b6    | c6    | d6 | e6 | f6 pl | g6 pl | h6    |    |  |
| a5    | b5    | c5    | d5 | e5 | f5    | g5    | h5    |    |  |
| a4 kl | b4    | c4 nd | d4 | e4 | f4    | g4 nl | h4 rl |    |  |
| a3    | b3    | c3    | d3 | e3 | f3    | g3    | h3 bl |    |  |
| a2    | b2 rd | c2    | d2 | e2 | f2    | g2    | h2    |    |  |
| a1    | b1    | c1    | d1 | e1 | f1    | g1    | h1 rl |    |  |
|       |       |       |    |    |       |       |       |    |  |

Cuenta la historia que Dilaram, favorita del gran visir Murdaui, presenciaba una partida en la que su esposo había cometido el desatino de apostarse a su esposa predilecta. Murdaui estaba a punto de recibir mate. Viendo Dilaram la posición le susurró a su esposo la variante ganadora: —Sacrifica ambas torres y salva así a tu mujer—.
1.Th8+ Rxh8
2. Af5+ (recuérdese que el alfil sólo podía mover dos casillas y podía saltar)
2. ... Rg8
3.Th8+ Rxh8
4.g7+ Rg8
5.Ch6++
Esta leyenda que aparece en la literatura islámica también se encuentra en la europea de la Edad Media.